# Ґеусдал
Ґеусдал (норв. Gausdal) — комуна у фюльке Іннланнет, що у Норвегії. Розташована у межах історичного района Ґудбраннсдал.
Лісозаготівля, сільське господарство, та туризм є провідними галузями розвитку у регіоні.

## Загальна інформація
Парафію Ґеусдал було перетворено на комуну 1 січня 1838 року у ході адміністративної реформи. У 1867 році, Ґеусдалу було передано малу частину комуни Еєр із населенням у 40 осіб. У 1879 році, комуну було поділено на дві: Вестре Ґеусдал (норв. Vestre Gausdal) на північному заході (населення: 2,362 особи) та Естре Ґеусдал (норв. Østre Gausdal) на південному сході (населення: 5,911 особи). 27 липня 1956, дрібну частину комуни Сер-Фрун із населенням у 7 осіб було передано комуні Вестре Ґеусдал. У 1960-ті роки, завдяки роботі комітета Шая, у Норвегії було об'єднано чимало комун; Зокрема 1 січня 1962 року, комуни Вестре Ґеусдал та Естре Ґеусдал були об'єднані у комуну Ґеусдал.

### Назва
Комуна (а раніше — відповідна парафія) названа на честь долини Ґеусдален (давньоскан. Gausdalr) у якій дана комуна й знаходиться. Назва долини складена з двох слів. Перше — назва річки Ґеуса, що протікає по долині. Назва річки походить від дієслова gjósa, що перекладається як «хлинути», «вириватися». Друге — dalr, що означає «долина».